# Nkosinathi Nhleko
Nkosinathi Nhleko (ur. 24 lipca 1979 w Ermelo) – południowoafrykański piłkarz grający na pozycji napastnika.

## Kariera klubowa
Karierę piłkarską Nhleko rozpoczął w klubie Jomo Cosmos z Johannesburga i w 1998 roku zadebiutował w jego barwach w Premier Soccer League. W 2002 roku zdobył z Jomo Cosmos Coca Cola Cup.
W połowie 2002 roku Nhleko wyjechał do Europy i grał w norweskim SK Brann. W 2003 roku został wypożyczony do klubu Major League Soccer, FC Dallas, a następnie sprzedany tam. Przez dwa sezony strzelił w lidze amerykańskiej 7 goli w 33 rozegranych meczach. W 2005 roku wrócił do RPA, do Jomo Cosmos, ale latem 2005 ponownie grał w Norwegii, tym razem w Vikingu Stavanger. W połowie 2006 roku odszedł z Vikinga do Hammarby IF Sztokholm, z którego w 2007 roku został wypożyczony do Sandefjord Fotball.
W 2007 roku Nhleko ponownie został graczem Jomo Cosmos. W sezonie 2008/2009 Premier League grał w Thanda Royal Zulu, z którym spadł do Mvela League. Po spadku Thandy Royal zawodnik odszedł do Kaizer Chiefs z Johannesburga.

## Kariera reprezentacyjna
W reprezentacji Republiki Południowej Afryki Nhleko zadebiutował 20 lipca 2000 roku w wygranym 1:0 meczu COSAFA Cup 2000 z Zimbabwe. W tym smaym roku wystąpił z kadrą U-23 na Igrzyskach Olimpijskich w Sydney. W 2004 roku rozegrał jedno spotkanie w Pucharze Narodów Afryki 2004, z Marokiem (1:1). W 2006 roku był rezerwowym podczas Pucharu Narodów Afryki 2006.